# 玛丽亚·施拉德尔
玛丽亚·施拉德尔（德語：Maria Schrader，1965年9月27日—），德国女演员、導演。曾获得柏林国际电影节最佳女演员银熊奖。